# Heinrich Fischer (Fußballspieler)
Heinrich Fischer war ein deutscher Fußballspieler, der zu Beginn des 20. Jahrhunderts als Stürmer beim Duisburger Spielverein aktiv war und mit diesem 1913 deutscher Vizemeister wurde.

## Karriere

### Vereine
Heinrich Fischer besuchte um 1902 ebenso wie sein Bruder Walter Fischer das humanistische Gymnasium in Duisburg. Nebenbei spielten die Brüder am Grunewald Fußball. Dort war in den 1890er-Jahren eine Fußballmannschaft entstanden, aus der im Jahr 1900 der Duisburger Spielverein hervorging. Ab 1903 gehörte Heinrich Fischer zu dessen erster Mannschaft, welche zur schon zur damaligen Zeit überregional in Erscheinung trat und 1904 erstmals westdeutscher Meister wurde. Daran anschließend erreichten die Duisburger als erste Elf aus dem Westen das Halbfinale der erst im Vorjahr eingeführten landesweiten Meisterschaftsrunde und trafen dort auf den VfB Leipzig. Bei der Begegnung am 12. Mai 1904 lief der Stürmer für den Spielverein auf und ging mit seiner Mannschaft zwei Mal in Führung, jedoch konnte der VfB die Verlängerung erzwingen und in der 132. Minute das Siegtor erzielen.
Insgesamt acht Mal gewann Fischer mit seinem Verein die westdeutsche Meisterschaft; entsprechend waren die Duisburger auch immer wieder für die Endrunde um die Deutsche Meisterschaft teilnahmeberechtigt. Weiterhin konnte er insgesamt acht Berufungen in eine westdeutsche Auswahl verbuchen, spielte aber anders als sein Bruder Walter nie für die deutsche Nationalelf. Letzterer war einige Jahre nach ihm in die Mannschaft der Duisburger aufgerückt und spielte seither an seiner Seite. 1913 war das Bruderpaar am größten Erfolg der Vereinsgeschichte beteiligt. Durch ein überraschendes 2:1 gegen den FC Stuttgarter Cickers gelang der Einzug ins Halbfinale um die deutsche Meisterschaft. Dort trafen die Duisburger auf den amtierenden Meister Holstein Kiel und konnten sich auch dank eines Tores durch Heinrich Fischer erneut mit 2:1 durchsetzen. Daraufhin wurde am 11. Mai 1913 in München-Sendling das Endspiel zwischen dem Duisburger Spielverein und dem VfB Leipzig ausgetragen. In der neunten Spielminute gerieten die Duisburger durch einen unberechtigten Handelfmeter in Rückstand, der sich bis zur 60. Minute auf 0:3 erhöhte. Heinrich Fischer erzielte in der 75. Minute den einzigen Treffer für seine Mannschaft, musste sich aber folglich mit der Vizemeisterschaft begnügen.
Der von 1914 bis 1918 andauernde Erste Weltkrieg sorgte für einen weitgehenden Stillstand des Spielbetriebs, der sich teils noch bis 1919 fortsetzte. In der Saison 1919/20 zählte der inzwischen über 30-jährige Heinrich Fischer ebenso wie sein Bruder und die langjährigen Mitspieler Klinkers, Ludewig und Quatram weiterhin zum Kern der Mannschaft. Mit dieser wurde er 1921 nochmals Westdeutscher Meister. Am 29. Mai 1921 bestritt er seine letzte Begegnung in der deutschen Meisterschaftsendrunde, als er mit dem Duisburger Spielverein im Halbfinale Vorwärts 90 Berlin mit 1:2 nach Verlängerung unterlag. Kurz darauf beendete er seine Spielerlaufbahn.

### Auswahlmannschaft
In der Saison 1912/13 gewann er mit der Auswahlmannschaft des Westdeutschen Spiel-Verbandes den Wettbewerb um den Kronprinzenpokal. Im Finale am 8. Juni 1913 in Berlin beim 5:3-Erfolg gegen die Auswahlmannschaft des Verbandes Brandenburgischer Ballspielvereine zeichnete sich Heinrich Fischer als dreifacher Torschütze aus. Heinz Ludewig agierte als Mittelläufer, Josef Schümmelfelder als linker Außenläufer und Bruder Walter stürmte auf Linksaußen.

## Erfolge
- Zweiter der Deutschen Meisterschaft 1913
- Westdeutscher Meister 1904, 1905, 1908, 1910, 1911, 1913, 1914, 1921
- Kronprinzenpokal-Sieger 1913